# British Academy Film Award/Beste Nachwuchsleistung
British Academy Film Award: Beste Nachwuchsleistung (Outstanding Debut by a British Writer, Director or Producer)
Gewinner und Nominierte in der Kategorie Beste Nachwuchsleistung (Outstanding Debut by a British Writer, Director or Producer) seit der ersten Verleihung bei den British Academy Film Awards (BAFTA Awards) im Jahr 1999. Der Preis ehrt die Filmdebütleistung eines britischen Regisseurs, Drehbuchautors oder Produzenten, wobei der Debütfilm während des Nominierungszeitraums der BAFTAs in die Kinos kam. Der Film muss nicht zwingend eine britische Produktion sein, doch muss der Ausgezeichnete Brite sein. Der Preis ehrt jeweils Filme des Vorjahres.
Von 1999 bis 2001 hieß der Preis „Carl Foreman Award for Most Promising Newcomer in British Film“ und von 2002 bis 2009 „Carl Foreman Award for Special Achievement by a British Director, Writer or Producer in their first Feature Film“ – jeweils in Andenken an den US-amerikanischen Drehbuchautor und Regisseur Carl Foreman. Seit 2010 heißt die Kategorie „Outstanding Debut by a British Writer, Director or Producer“. Der Gewinner wird nicht von Mitgliedern der Academy, sondern von einer Jury bestimmt, der Experten der Filmindustrie angehören.
Die Besten Nachwuchsdarsteller wurden von 1953 bis 1985 mit dem BAFTA für den Besten Nachwuchsdarsteller bzw. werden seit 2006 mit dem Rising Star Award ausgezeichnet.

## 1990er-Jahre
1999
Richard Kwietniowski – Leben und Tod auf Long Island (Love and Death on Long Island)
Sandra Goldbacher – The Governess
Shane Meadows – Twenty Four Seven
Matthew Vaughn – Bube, Dame, König, grAS (Lock Stock & Two Smoking Barrels)

## 2000er-Jahre
2000
Lynne Ramsay – Ratcatcher
Ayub Khan-Din – East is East
Justin Kerrigan – Human Traffic
Kirk Jones – Lang lebe Ned Devine! (Waking Ned)
2001
Paweł Pawlikowski – Last Resort
Stephen Daldry – Billy Elliot – I Will Dance (Billy Elliot)
Lee Hall – Billy Elliot – I Will Dance (Billy Elliot)
Mark Crowdy – Grasgeflüster (Saving Grace)
Simon Cellan Jones – Some Voices
2002
Joel Hopkins, Nicola Usborne – Jump Tomorrow – Spring morgen (Jump Tomorrow)
Julian Fellowes – Gosford Park
Jack Lothian – Late Night Shopping
Steve Coogan, Henry Normal – Das B-Team: Beschränkt und auf Bewährung (The Parole Officer)
Richard Parry – South West 9
Ruth Kenley-Letts – Strictly Sinatra
2003
Asif Kapadia – The Warrior
Duncan Roy – AKA
Simon Bent – Christie Malrys blutige Buchführung (Christie Malry’s Own Double-Entry)
Lucy Darwin – Lost in La Mancha
2004
Emily Young – Kiss of Life
Sergio Casci – American Cousins
Peter Webber – Das Mädchen mit dem Perlenohrring (Girl with a Pearl Earring)
Jenny Mayhew – To Kill a King
2005
Amma Asante – A Way of Life
Andrea Gibb – AfterLife
Shona Auerbach – Lieber Frankie (Dear Frankie)
Matthew Vaughn – Layer Cake
Nira Park – Shaun of the Dead
2006
Joe Wright – Stolz und Vorurteil (Pride & Prejudice)
Richard Hawkins – Everything
Annie Griffin – Festival
David Belton – Shooting Dogs
Peter Fudakowski – Tsotsi
2007
Andrea Arnold – Red Road
Gary Tarn – Schwarze Sonne (Black Sun)
Christine Langan – Pierrepoint
Paul Andrew Williams – London to Brighton
Julian Gilbey – Rollin’ with the Nines
2008
Matt Greenhalgh – Control
Chris Atkins – Taking Liberties
Mia Bays – Scott Walker: 30 Century Man
Sarah Gavron – Brick Lane
Andrew Piddington – The Killing of John Lennon
2009
Steve McQueen – Hunger
Judy Craymer – Mamma Mia!
Simon Chinn – Man on Wire
Sol Papadopoulos, Roy Boulter – Of Time and the City
Garth Jennings – Der Sohn von Rambow (Son of Rambow)

## 2010er-Jahre
2010
Duncan Jones – Moon
Lucy Bailey, Andrew Thompson, Elizabeth Morgan Hemlock, David Pearson – Mugabe and the White African
Eran Creevy – Shifty
Stuart Hazeldine – Exam – Tödliche Prüfung (Exam)
Sam Taylor-Johnson – Nowhere Boy
2011
Chris Morris – Four Lions
Clio Barnard, Tracy O’Riordan – The Arbor
Banksy, Jaimie D’Cruz – Exit Through the Gift Shop
Gareth Edwards – Monsters
Nick Whitfield – Skeletons
2012
Paddy Considine, Diarmid Scrimshaw – Tyrannosaur – Eine Liebesgeschichte (Tyrannosaur)
Joe Cornish – Attack the Block
Tom Kingsley, Will Sharpe, Sarah Brocklehurst – Black Pond
Ralph Fiennes – Coriolanus
Richard Ayoade – Submarine
2013
Bart Layton, Dimitri Doganis – Der Blender – The Imposter (The Imposter)
David Morris, Jacqui Morris – McCullin
Dexter Fletcher, Danny King – Wild Bill
James Bobin – Die Muppets (The Muppets)
Tina Gharavi – I Am Nasrine
2014
Colin Carberry, Glenn Patterson – Good Vibrations
Scott Graham – Shell
Kelly Marcel – Saving Mr. Banks
Paul Wright, Polly Stokes – For Those in Peril
2015
Stephen Beresford (Drehbuch); David Livingstone (Produktion) – Pride
Gregory Burke (Drehbuch); Yann Demange (Regie) – ’71
Elaine Constantine (Regie, Drehbuch) – Northern Soul
Paul Katis (Regie, Produktion), Andrew de Lotbiniere (Produktion) – Kajaki
Houng Khaou (Regie, Drehbuch) – Lilting
2016
Naji Abu Nowar (Regie, Drehbuch); Rupert Lloyd (Produktion) – Theeb
Stephen Fingleton (Regie, Drehbuch) – The Survivalist
Alex Garland (Regie) – Ex Machina
Debbie Tucker Green (Regie, Drehbuch) – Second Coming
Sean Mcallister (Regie, Produktion); Elhum Shakerifar (Produktion) – A Syrian Love Story
2017
Babak Anvari (Drehbuch, Regie); Emily Leo, Oliver Roskill, Lucan Toh (Produktion) – Under the Shadow
Mike Carey (Drehbuch); Camille Gatin (Produktion) – The Girl with All the Gifts
George Amponsah (Drehbuch, Regie, Produktion); Dione Walker (Drehbuch, Produktion) – The Hard Stop
Pete Middleton (Drehbuch, Regie, Produktion); Jo-Jo Ellison (Produktion) – Notes on Blindness
John Donnelly (Drehbuch); Ben Williams (Regie) – The Pass
2018
Rungano Nyoni (Regie, Drehbuch); Emily Morgan (Produktion) – I am not a Witch
Gareth Tunley (Regie, Drehbuch, Produktion); Jack Healy Guttman, Tom Meeten (Produktion) – The Ghoul
Johnny Harris (Drehbuch, Produktion); Thomas Napper (Regie) – Jawbone
Lucy Cohen (Regie) – Kingdom of Us
Alice Birch (Drehbuch); William Oldroyd (Regie); Fodhla Cronin O’Reilly (Produktion) – Lady Macbeth
2019
Michael Pearce (Regie, Drehbuch); Lauren Dark (Produktion) – Beast
Daniel Kokotajlo (Regie, Drehbuch) – Apostasy
Chris Kelly (Regie, Drehbuch, Produktion) – A Cambodian Spring
Leanne Welham (Regie, Drehbuch); Sophie Harman (Produktion) – Pili
Richard Billingham (Regie, Drehbuch); Jacqui Davies (Produktion) – Ray & Liz

## 2020er-Jahre
2020
Mark Jenkin (Drehbuch/Regie); Kate Byers, Linn Waite (Produktion) – Bait
- Waad al-Kateab (Regie/Produktion); Edward Watts (Regie) – Für Sama (For Sama)
- Álvaro Delgado-Aparicio (Drehbuch/Regie) – Retablo
- Alex Holmes (Regie) – Maiden
- Harry Wootliff (Drehbuch/Regie) – Only You

2021
Remi Weekes (Drehbuch/Regie) – His House
- Ben Sharrock (Drehbuch/Regie); Irune Gurtubai (Produktion) – Limbo
- Jack Sidey (Drehbuch/Produktion) – Moffie
- Theresa Ikoko, Claire Wilson (Drehbuch) – Rocks
- Rose Glass (Drehbuch/Regie); Oliver Kassman (Produktion) – Saint Maud

2022
Jeymes Samuel (Drehbuch/Regie); Boaz Yakin (Drehbuch) – The Harder They Fall
- Aleem Khan (Drehbuch/Regie) – After Love
- James Cummings, Philip Barantini (Drehbuch); Hester Ruoff, Bart Ruspoli (Produktion) – Yes, Chef! (Boiling Point)
- Posy Dixon (Drehbuch/Regie); Liv Proctor (Produktion) – Keyboard Fantasies
- Rebecca Hall (Drehbuch/Regie) – Seitenwechsel (Passing)

2023
Charlotte Wells (Drehbuch/Regie) – Aftersun
- Georgia Oakley (Drehbuch/Regie); Hélène Sifre (Produktion) – Blue Jean
- Marie Lidén (Regie) – Electric Malady
- Katy Brand (Drehbuch) – Meine Stunden mit Leo (Good Luck to You, Leo Grande)
- Elena Sánchez Bellot, Maia Kenworthy (jeweils Regie) – Rebellion

2024
Savanah Leaf (Regie/Drehbuch); Savanah Leaf, Shirley O’Connor und Medb Riordan (Produktion) – Earth Mama
- Rebecca Lloyd-Evans und Lisa Selby (Regie); Alex Fry und Rebecca Lloyd-Evans (Produktion) – Blue Bag Life
- Christopher Sharp (Regie) – Bobi Wine: The People’s President
- Molly Manning Walker (Regie/Drehbuch) – How to Have Sex
- Ella Glendining (Regie) – Is There Anybody Out There?

2025
Rich Peppiatt (Regie/Drehbuch) – Kneecap
- Luna Carmoon (Regie/Drehbuch) – Hoard
- Dev Patel (Regie) – Monkey Man
- Sandhya Suri (Regie/Drehbuch); James Bowsher und Balthazar de Ganay (Produktion) – Santosh
- Karan Kandhari (Regie/Drehbuch) – Sister Midnight